# 陳旭 (雲陽伯)
陳旭（？—1410年），河南江北等處行中書省揚州路滁州全椒縣（今安徽省全椒縣）人，明朝軍事將領、靖難之役人物。
陳旭父親為陳彬，跟從朱元璋，任指揮僉事。之後陳旭嗣官，為會州衛指揮同知。靖難之役時，舉城降燕。之後跟從朱棣戰灤河、真定。守衛德州時，盛庸兵抵達后，其棄城而逃，朱棣不問其罪。之後跟隨朱棣攻入南京，封雲陽伯，祿千石。永樂元年，命巡視中都都督府以及直隸衛所軍馬城池。永樂四年，跟從英國公張輔征交阯，擔任右參將，并與豐城侯李彬攻破西都城。后平定陳季擴叛變，與張輔平定。之後擔任沐晟副將，后因病死於軍中。